# マーク・ヘルプリン
マーク・ヘルプリン（Mark Helprin、1947年6月28日 - ）は、アメリカ合衆国の小説家・ジャーナリスト。
2007年5月20日付のニューヨーク・タイムズにおける寄稿で永久著作権の採用を主張している。

## 主な作品
- ウィンターズ・テイル
- Two Volumes
- 狐の棲む穴
- シュロイダーシュピッツェ
- 兵士アレッサンドロ・ジュリアーニ
- 白鳥湖（クリス・ヴァン・オールズバーグ画の絵本）

## メディア化

### 映画
- 『ニューヨーク 冬物語』（2014年5月16日公開、監督：アキヴァ・ゴールズマン、主演：コリン・ファレル）